# Oreorchis erythrochrysea
Oreorchis erythrochrysea är en orkidéart som beskrevs av Hand.-mazz. Oreorchis erythrochrysea ingår i släktet Oreorchis och familjen orkidéer. Inga underarter finns listade i Catalogue of Life.